# Kosprd a Telecí
Kosprd a Telecí je dětská kniha české spisovatelky Evy Papouškové, vydaná v roce 2013 nakladatelstvím Albatros. Kniha je rozdělena do 12 kapitol a vypráví humornou formou příběh o přátelství dvou předškoláků, které spojuje nejen nevhodné příjmení či nenávist k sardinkové pomazánce, ale také touha utéct ze školky. Kosprd je malý kluk, který právě nastoupil do mateřské školy, kde se mu vůbec nelíbí. Nejraději by se vrátil do tatínkovy dílny, kde pomáhá s výrobou modelu létající vzducholodi. Telecí je pětiletá holčička a zkušená předškolačka. Z dětí se hned první den stanou nerozluční kamarádi a zažívají spolu nejrůznější dobrodružství. Kniha obsahuje velké množství nevídaných nápadů, jak si pobyt ve školce zpestřit, proto je čtení vhodné zařadit až na konec školního roku. Autorce se podařilo vystihnout nevinnou dětskou povahu a představit trápení předškolních dětí z jejich vlastní perspektivy a představuje každodenní situace spojené s prostředím poměrně realistickým způsobem.
Knihu ilustrovala Galina Miklínová, jejíž kresby zdobí mnoho jiných známých dětských knížek, například Harry Potter, Lichožrouti, Kouzelník Futuro a jeho zvířátka nebo O Kačence a tlustém dědečkovi. Autorky spolupracovaly již dříve, zejména při tvorbě seriálu O Kanafáskovi.

## Děj

### Ve školce…
V první kapitole se čtenář seznamuje s hlavním hrdinou Kosprdem, který je tatínkem proti své vůli přiveden do mateřské školy, kde vůbec být nechce. Ani po přesvědčování paní učitelky a ředitelky nepřestává malý chlapec plakat a kopat kolem sebe, proto ho nechají se svým neštěstím a jdou si s dětmi hrát na zahradu. Ve třídě se setkává s holčičkou jménem Telecí, která také neposlechla pokyn paní ředitelky a zkoumavě pozoruje Kosprda. Okamžitě se spolu oba spřátelí, jsou si hrát na zahradu a vymýšlejí plány, jak utečou a zbaví se nedobré svačiny v podobě sardinkové pomazánky.

### Kouzlo proti sardinkové pomazánce
Kosprd s Telecí spolu na zahradě vaří lektvar z vody, hlíny, trávy, kamínků a nechybí ani žížala. Kouzlo má pomoct proti nechutné svačince. Rozhodnou se nalít tekutinu kuchařce do hrnku místo kávy, aby místo sardinkové pomazánky udělala pažitkovou. Kuchařka si žížaly všimne a kouzlo proti sardinkové pomazánce se nepovede.

### Červené krajkové
Telecí si pod sukýnku oblékla maminčiny červené krajkové kalhotky a ukázala je Kosprdovi. Tomu je líto, že pod sukní nejsou moc vidět, proto navrhne, aby si je Telecí vzala na hlavu jako čepici. Ta to s radostí udělá. Následně jsou kalhotky zabaveny paní učitelkou Součkovou a odpoledne předány paní Telecí. Děti ve školce si umí poradit i bez kalhotek, nasadí si na hlavu punčocháče a hrají si na víly a rytíře.

### Čištění obuvi Telecích
Vzducholoď, kterou Kosprd s tatínkem vyráběli dlouhou dobu v dílně, je hotová a chtějí ji spolu jít vyzkoušet do parku. Kosprd chce vzít s sebou i Telecí, ale ta má doma průšvih kvůli odcizeným kalhotkám. Rozhodne se proto maminku usmířit. Kosprd jí poradí, ať doma čistí boty. Ta ho poslechne a nakrémuje všechny boty maminčiným nejlepším krémem. Tatínek se v botech sklouzne po podlaze, vysype odpadkový koš a strhne na sebe věšák. Naštěstí vše dopadne dobře, rodiče berou situaci s úsměvem a maminka malé Telecí slíbí, že si vypouštění vzducholodi nenechají ujít.

### Kosprd jedna vypuštěn
Paní Telecí s tatínkem Kosprdem a dětmi jdou vypouštět vzducholoď Kosprd Jedna. Den je nádherný do doby, než se malý Kosprd od tatínka dozví, že bude vzducholoď věnována na výstavu leteckých modelů do Vysočan, což se mu vůbec nelíbí.

### Zavazování tkaniček
Paní učitelka učí děti zavazovat tkaničky pomocí básničky, když v tom do třídy vejde hasič, za kterým se z chodby valí kouř. Požár zavinil pan údržbář Kalousek, kterému se podařilo porouchat kotel. Všichni jsou vyvedeni do bezpečí na zahradu. Kvůli hasičskému autu je brána školky otevřená, což je pro naše dva hrdiny příležitost pro útěk ze školky. Jsou ovšem přistiženi panem policistou a musí se vrátit zpět k paní učitelce.

### Strom s červenými kuličkami
Třída jde s paní učitelkou na procházku do parku sbírat kaštany a listy. Kosprd s Telecí si nenápadně vlezli do křoví a čekají, až třída odejde, aby mohli nepozorovaně utéct. K nim do křoví vleze holčička Leuška, která hrozí, že sní červenou kuličku tisu červeného, pokud ji nevezmou s sebou. Kosprdovi je to jedno, tak vyhodí Leušku ven z křoví a ta kuličku sní. Toho si všimla paní učitelka, která okamžitě volá záchrannou službu. Holčička kuličku naštěstí nespolkla, ale paní učitelka byla tak vyvedená z míry, že zapomněla spočítat děti při odchodu do školky. Kosprdovi s Telecí se útěk tedy konečně zdařil.

### Do Vysočan
Děti chtějí jet do Vysočan, aby získaly zpátky vzducholoď Kosprd Jedna. Telecí naštěstí místo zná, protože tam chodí k zubaři. Navrhne jet metrem. Oba se úspěšně dostali až na výstavu, kde se jim postaví do cesty vrátný...

### Ředitel Novák se diví
Při vstupu na výstavu Telecí vrátnému řekla, že jsou to vnoučata pana ředitele Nováka a lehce se tak dostala dovnitř. Při krádeži Kosprda Jedna potkají pana ředitele Nováka, který jim chce loupež překazit. Kosprd s Telecí ho přechytračí a utečou ven.

### U silnice
Kosprd dostal nápad stopnout si auto, které je odveze k moři. První, které zastavilo, bylo policejní.

### Doma
Doma oba čekají nešťastné maminky a naštvaní tatínkové. Vzducholoď je navždy zabavena a paní Telecí holčičce zakázala se s Kosprdem kamarádit a nechala ji přeřadit do druhé třídy.

### Maškaráda a narozeniny
Ve školce se vítá na zahradě jaro. Rodiče s dětmi jsou pozvaní na maškarní bál. Kosprd ani Telecí se nechtějí převlékat do kostýmů, ale nemají na výběr. Telecí vybrala maminka kostým telátka a Kosprd jde za kosa. Paní Telecí zazpívala na zahradě na počest šestých narozenin malé Telecí árii Rusalky. Před sfouknutím svíček na dortu Telecí vysloví přání, aby se mohla dát kamarádit s Kosprdem. Od rodičů jí je vyhověno a oba přátelé si mohou jít hrát a jsou moc rádi, že jsou zase spolu.

## Přijetí
Publikace zvítězila ve 3. ročníku literární soutěže o nejlepší původní českou prózu vyhlášené nakladatelstvím Albatros v roce 2012, získala také ocenění Zlatá stuha v její literární části, kategorie Původní česká slovesná tvorba – beletrie pro děti.
Kniha se krátce po svém vydání stala mezi čtenáři velice populární. Dospělí sympatizují s osudy hlavních hrdinů, jejich nevinností, naivitou a fantazií, jakou řeší problémy. Děti na příběhu zaujmou mimo vtipná jména obou postav také humorné scény. Klára Kubíčková z portálu iDNES.cz ohodnotila dílo velice kladně a dala mu 90 %.
Autorka recenze na serveru iLiteratura.cz Milena Šubrtová označila dílo za nadprůměrné a hodnotila jej 70 %. Uvedla, že úspěch příběhu spočívá ve schopnosti autorky dokonale vyjádřit mentalitu dětí a zachytit ji v modelově vybudovaných situacích.
Spisovatelka byla požádána plzeňským Divadlem Alfa o přepsání díla do divadelní podoby. Sama Papoušková uvedla, že je vděčná Alfě za možnost vyškolit se v práci pro divadlo.